# Rhododendron tosaense
Rhododendron tosaense är en ljungväxtart som beskrevs av Tomitaro Makino. Rhododendron tosaense ingår i släktet rododendron, och familjen ljungväxter.

## Underarter
Arten delas in i följande underarter:
- R. t. albiflorum
- R. t. duplex